# 분열성 인격장애
분열성 성격장애(Schizoid personality disorder, SzPD 혹은 ScPD)는 사회적 관계에 대한 흥미 결핍을 특성으로 하는 성격장애로, 고립된 혹은 세상으로부터 격리된 생활, 비밀주의, 정서적 냉담, 감정적 분리, 무감정 경향을 보인다. 환자는 타인에게 친밀한 애착(intimate attachment)을 형성할 수 없으며, 동시에  풍부하고 정교하지만 오로지 내면에만 존재하는 공상 세계(fantasy world)를 가지고 있다. 기타 특징으로는 부자연스러운 발언(stilted speech), 실락(anhedonia) 대부분의 활동에서 유래하는 즐거움의 결여, 삶의 참여자가 아닌 "관찰자(observer)처럼 느낌, 타인의 감정적 기대를 견디지 못함, 칭찬이나 비판에 대한 무관심, 무성애(asexuality), 기이한 도덕 관념이나 정치적 신념이 있다.
증상은 보통 아동기 후기나 청소년기에 시작한다. 원인은 불분명하지만, 분열성 성격장애, 기타 클러스터A 성격장애(cluster A personality disorders), 조현병(schizophrenia) 간의 연관성이나 유전적 공유가 있다는 증거가 있다. 따라서 분열성 성격장애는 "조현병 유사 성격장애(schizophrenia-like personality disorder)"로 간주되는 것이다. 분열성 성격장애는 임상적 관찰을 통하여 진단되며, 분열성 성격장애와 자폐 스펙트럼 장애(autistic spectrum disorder) 등 중첩되는 다른 정신 질환 및 증상과의 구분은 매우 어려울 수 있다.
심리치료와 약리학 치료의 효과는 아직까지 임상적으로나 체계적으로 조사되지 않았다. 가장 큰 원인은 환자들이 거의 치료하러 병원을 찾지 않기 때문이다. 원래 비정형적 항정신병제제(atypical antipsychotics)의 소량 투약이 일부 증상 치료에 사용되었지만, 더 이상 사용이 권고되지는 않고 있다. 치환 암페타민(substituted amphetamine) 부프로피온(bupropion)은 실락 치료에 사용될 수 있다. 그러나 이는 우울증과 같은 급성 동반 질환의 단기 치료 사용을 제외하고, 약물 치료로서의 일반적 처방은 아니다. 환자는 치료사와의 좋은 관계를 형성하기 매우 힘들기 때문에 인지행동치료(cognitive behavioral therapy, CBT)와 같은 이야기 치료법(talk therapy)은 효과가 없을 것이다.
분열성 성격장애는 연구가 잘 안 된 장애이며, 임상 현장에서 거의 만나기 어렵기 때문에 분열성 성격장애의 임상 데이터도 거의 없다.발병률은 1% 미만으로 보고되었다. 여성보다 남성에게서 더 흔히 진단된다. 분열성 성격장애는 삶의 질이 유의미하게 낮거나 15세 이후로도 전반적인 기능이 감소하는 등 부정적인 결과를 보이며, "지위, 부, 성공적인 관계"라는 기준으로 측정하였을 때, 모든 성격장애 가운데 "삶의 성공(life success)" 수준이 가장 낮다. 분열성 인격장애 환자에게 집단 괴롭힘(Bullying)이 특히 흔하게 나타난다. 이들에게는 자살이 장기간 마음의 주제이지만, 이들은 쉽게 시도하려 하지 않는다. 그러나 고립된 생활, 감정적 분리, 외로움, 소통 장애 등 분열성 성격장애의 일부 증상은 심각한 자살 행위의 일반적 위험 요소로 언급되어 왔다.
이름이 비슷한 분열형 인격장애 또는 과거 정신분열증으로 불리던 조현병과는 다른 장애이나, 사회적 흥미나 외부자극에 대한 반응의 저하 등이 조현병 전조 증세의 음성증상과 유사하다는 데서 접점이 있다.

## 사례
경기도의 한 고시촌에서 10년째 사법고시 공부를 하고 있는 30대 중반의 K씨는 요즘 어디론가 사라지고 싶다. 고시공부를 포기하고 취업하여 결혼하라는 부모의 성화가 극도에 달했기 때문이다. K씨는 늘 혼자 지내는 편이며 또한 혼자 있는 것이 편하다. 다른 사람과 함께 있으며 왠지 신경이 쓰이고 불편하여 주로 혼자서 지내는 편이다. K씨는 어린 시절부터 친구 없이 혼자 지내는 것에 익숙했었다. 유학공부를 하고 있던 부모는 도저히 K군을 양육할 수 없어서 한국에 있는 친가에 보내어 주로 친할머니가 K씨를 양육하였다. 할머니는 매우 예민하고 짜증이 많은 사람으로서 무책임하게 아이를 낳아 자신에게 떠맡긴 며느리에 대한 불만이 많았다. K씨가 만 3세 되던 해에 같이 살게 되었고 부모는 잘 해주려고 노력했지만 왠지 부모에게 거리감을 느끼며 가까이 하지 않으려 했다고 한다. 그러나 K씨는 말썽부리지 않는 착하고 순한 아이였으며 부모 역시 바쁜 생활로 자녀에 대해서 깊은 관심을 갖지 못했다. 대학생활을 하면서도 친한 친구 없이 혼자서 지내는 경우가 많았고 남들이 다하는 미팅 한번 하지 않았다. 졸업한 후 한 중소기업에 취업했으나 동료들과 어울리지 못하고 혼자 빙빙 돌았다. 외모에 신경을 쓰지 않아 빗질하지 않은 이상한 머리를 한 채 출근을 하곤 하였으며 다른 사람에 전혀 무관심하여 회사 사람들에게 ‘이상한 사람’으로 여겨졌다. 결국 회사에서 정리 해고된 이후 K씨가 고시공부를 하겠다고 하여, 부모는 경제적인 지원을 하기 시작했으나 이렇게 10년째 대책 없이 고시촌 생활을 하게 될 줄은 몰랐다.

## 원인
편집증적 특성에 대한 유전적 요인, 그리고 분열성 인격장애와 조현병 간의 유전적 연관은 존재한다. 장기간에 걸쳐 대규모로 진행되었던 노르웨이의 쌍둥이 연구는 편집성 인격장애가 유전되며, 클러스터 A의 분열성 인격장애와 분열형 인격장애는 유전적, 환경적 위험요인에 있어서 일부 공통점을 보인다고 밝혔다.
심리사회학적 이론들은 부정적인 내적 감정의 투사와 부모 모델링(parental modeling)을 제시했다. 인지이론에서는 자기인식(self-awareness) 결여와 더불어 타인은 불친절하다는 믿음이 장애의 근본적인 원인이라고 본다.

### 환경
완벽주의와 혹평이나 야단을 치는 부모 양육, 혹은 쌀쌀 맞고 방임적이며 거리를 두고 관심이 없는 부모 양육은 분열성 성격장애 발현의 기여 요인이다. 환자에게 있어 부모는 이들의 경험에 대하여 너그럽지 못하다. 이들은 자신의 정서를 강제로 억압당하고 구획당하며, 이로 인하여 자신의 감정적 경험을 표현하고 처리하는데 어려움이 발생할 수 있다. 이러한 어려움은 아동이 거절 당했다는 느낌을 받게 하고, 유일하게 안전한 환경은 자신이 혼자 있고 무표정한 채로 있는 곳이라는 믿음을 발전시키게 한다. 또한 분열성 성격장애는 자신의 감정이 타인으로부터 받은 부정적 반응으로 인하여 자신의 감정이 자신과 타인에게 위험하다는 믿음을 내면화하였을 수도 있다. 이들의 고립과 정서적 둔감 상태에서, 이들은 자기충족적이고 안전할 수 있다. 아동 트라우마 역시 아동기 공허감 형성에 기여할 수 있다.
부모의 알코올 의존증은 분열성 성격장애 위험을 높인다.

### 유전
조현성 증상을 보이는 아동과 10대와의 연구 및 임상 실험을 수행한 술러 울프(Sula Wolff)는 "분열성 성격은 체질적인 아마도 유전적인 기반을 가지고 있다(schizoid personality has a constitutional, probably genetic, basis)"고 말하였다. 유전 가능성과 분열성 성격장애 연구는 부족하다. 낮은 사회성과 낮은 따뜻함 등 분열성 성격장애 특성을 가진 쌍둥이 연구(Twin study)에서는 이 특성이 유전된다고 보고한다. 간접 근거 이외에도, 직접적인 유전 가능성 비율은 50-59%에 이른다. 이보다 앞서, 방법론에 있어 엄밀성이 낮은 연구에서는 유전 가능성 확률을 29%로 보았다.
분열성 성격장애의 병리생리학(pathophysiology)은 불분명하다. 조현성 스펙트럼 장애(schizophrenia spectrum disorder)를 가진 인물과의 유전적 관계(Genetic relationship)는 분열성 성격장애 발병 위험을 높인다. 환자는 장애가 발병하기 전에 스키조타이피(schizotypy) 병력이 있을 수 있다. 분열성 성격장애 증상은 조현병이 발병하기 전에 먼저 나타날 수 있다.

### 신경
태아 영양실조(prenatal malnutrition), 조산(premature birth), 저체중 탄생은 분열성 성격장애 발생에 중요한 역할을 하는 것으로 보인다. 분열성 성격장애는 전두엽(frontal lobe), 편도체(amygdala), 줄무늬체(striatum) 등의 세로토닌작동성 경로(serotonin pathway)와 도파민작동성 경로(dopaminergic pathway)의 경감과 관련 있다. 전두엽은 감정과 사회화 영역을 통제하는 영역이기에, 전두엽의 외상성 뇌손상(traumatic brain injury) 역시 발병의 기여 요인이다.
 우뇌의 결함 역시 분열성 성격장애와 관련 있다. 저농도 저밀도 지질 콜레스테롤(low-density lipoprotein cholesterol)는 여성의 조현성 특성 발현과 관련 있을 수 있다. 좌뇌의 과도한 지표 역시 분열성 성격장애와 관련 있다.

## 진단 기준

### DSM
DSM-IV-TR 진단 기준은 다음과 같다.
A. 사회적 관계에서 고립되고 대인관계 상황에서 감정 표현이 제한되는 특성이 성인기 초기부터 생활 전반에 나타나며, 다음 중 4가지 이상의 항목을 충족시킨다.
- 가족의 일원이 되는 것을 포함하여 친밀한 관계를 바라지도 즐기지도 않는다.
- 거의 항상 혼자 하는 활동을 선택한다.
- 타인과 성 경험을 갖는 일에 거의 흥미가 없다.
- 흥미를 갖는 활동이 거의 없다.
- 직계 가족 외에는 가까운 친구나 마음을 털어놓을 수 있는 사람이 없다.
- 타인의 칭찬이나 비평에 무관심해 보인다.
- 정서적 냉담, 이탈 또는 단조로운 정동을 보인다.

B. 조현증, 정신증 양상이 있는 기분 장애 또는 기타 정신증 장애의 경과 중에만 나타나는 것이 아니고, 일반적인 의학적 상태의 직접적인 생리적 효과에 의한 것이 아니다.

### ICD-10
ICD-10 정신 및 행동장애 분류법(The Classification of Mental and Behavioural Disorders of ICD-10)에서 (F60.1)로 분류되어 있다.
인격장애 (F60)의 일반 기준은 제일 먼저 충족되어야 한다. 또한 다음 중 최소 4개 이상이 나타나야 한다.
- 즐거움을 주는 활동이 거의 없다.
- 정서적 냉담(emotional coldness), 무심(detachment), 단조로운 정동성(정서상태)(flattened affectivity)
- 타인에게 분노는 물론 따뜻하고 부드러운 감정을 표현하는 능력이 제한되어 있다.
- 타인으로부터 칭찬이나 비판에 모두 무관심하다.
- 연령을 고려했을 때 타인과의 성관계에 거의 관심이 없다.
- 거의 항상 혼자 행동하는 것을 선호한다.
- 환상과 자기 성찰에 지나치게 몰입해 있다.
- 신뢰할 만한 관계나 친구를 사귀는 것을 원치 않거나 현재 없으며, 있더라도 한 명 정도만 있다.
- 사회규범과 관습에 대하여 무감각하다. 이러한 특징이 보이지 않으면 의도된 것이 아니다.

### 건트립 기준
매스터슨연구소(Masterson Institute)의 소장 랄프 클라인(Ralph Klein)은 해리 건트립(Harry Guntrip)이 기술한 아래 아홉 가지 성격을 서술하였다.
- 내향성(Introversion)
- 소극성(Withdrawnness)
- 자기애(Narcissism)
- 자족감(Self-sufficiency)
- 우월감(A sense of superiority)
- 정동결핍(Loss of affect)
- 고독(Loneliness)
- 이인증(Depersonalization)
- 퇴행(Regression)

이들은 기존의 DSM의 분열성 인격장애 진단과 대상관계론의 관점 사이의 차이점을 드러낸다. 아홉가지 모든 성격들은 지속적이며, 대부분이 분열성 인격장애를 진단하는데 있어 드러나야 한다.

## 치료
분열성 인격장애 환자들의 대부분은 자신의 상태를 자각하지 못한다. 이는 다른 성격장애 증상에서도 동일하게 발견되는 문제이며, 환자들이 자신의 상태를 제대로 이해하고 적절한 치료를 받을 수 있는 기회를 막는다. 이들은 자신의 증상이 자아상과 충돌하지 않으며 자신들의 비정상적인 인지와 행동이 합리적이고 적절한 것이라고 생각한다. 임상과정에서 잘 드러나지 않기에, 분열성 인격장애에 대한 치료법들의 효과에 관한 정보가 많지는 않다. 일반적으로 분열성 인격장애를 치료하는 방법은 약물 치료와 심리 치료가 있다.

### 약물 치료
정신 분열증을 직접적으로 치료 할 수 있는 약은 없지만 특정 약물들은 분열성 인격 장애의 증상을 완화시킬 수 있을 뿐 아니라 거의 완치할 수도 있다. 분열성 인격 장애의 증상은 정신 분열증과 비슷하게 나타나며 정신 분열증과 편집증적 인격 장애를 포함한 정신 분열증의 일부로 간주한다.
원래, 리스페리돈(Risperidone)이나 올란자핀(Olanzapine)과 같은 비정상적인 항정신병 약물들의 적은 복용량은 사회적 결손과 긴장을 완화하는데 사용되었다. 하지만, 최근에는 비정형 항정신병 약물들이 성격 장애를 치료하는데 효과적이지 않다는 연구도 있다. 한편, 모다피닐(Modafinil)은 분열성 인격 장애의 증상에 영향을 미치는 정신 분열증의 일부를 치료하는 데 도움이 될 수 있다.

### 심리 치료
관련된 정서적 안정에도, 정신분석치료는 시간도 오래 걸리고 많은 어려움을 일으킨다. 환자들은 치료사와의 공감대 형성이 어렵고 치료 동기도 낮기에 심리치료에 잘 나서지 않는다.
지지심리치료(Supportive psychotherapy)는 입원환자와 외래환자에게 모두 사용되며, 전문가는 대처 기술(coping skill), 사교 기술과 사회적 상호작용 향상, 의사소통과 자존감 관련 문제에 주목한다. 환자들은 표정에서의 미묘한 차이를 놓치는 경향이 있다. 이는 자기 외부 환경에서 힌트를 얻지 못하게 하는데, 정서적 반응을 촉진하는 타인의 사회적 단서들을 이들은 감지하지 못하기 때문이다. 그로 인해 이들은 자신의 정서적 경험을 제한시킨다. 여러 사건들을 경험하고 인지하더라도, 친밀감에 대한 두려움만 늘어가고 대인관계를 제한시킨다. 이들의 냉담함은 관계를 잘 맺게 하는데 필요한 사교 기술과 사회적 행동을 다듬는 기회를 제한한다.
정신역동 심리치료(psychodynamic therapy) 이외에도 인지행동치료(cognitive behavioral therapy, CBT)가 사용될 수 있다. 그러나 인지행동치료는 자동적 사고(automatic thought)를 규명하는 것부터 시작하기에, 환자들과 작업하는 과정에서 잠재적인 장애를 인지해야 한다. 반면, 분열성 인격장애 환자들은 자동적 사고가 거의 없다는 점에서 다른 인격장애 환자들과 구분된다. 자동적 사고가 없다는 것은 무감각한 생활유형과 관련되어 있다. 그러나 환자들이 보이는 정서 결핍도 이들의 사고 패턴에 영향을 주었다고 설명될 수도 있다.
사회화 그룹(Socialization group)은 환자들에게 도움될 수 있다. 환자들이 자신의 부정적 정서와 긍정적 정서를 규명하는 교육적 전략도 효과적이다. 이 작업은 환자들이 자신의 정서는 물론 타인으로부터 끌어낸 정서도 아는 것과 이들과 관련된 사람들과 함께 보통 사람들의 정서를 느끼는 것에 도움을 준다. 이는 환자들이 외부 세계와의 공감을 하게 한다.
상담전문가들에 의해 대인관계 맺기, 사회적 상호작용, 커뮤니케이션, 그리고 자존감 향상과 같은 방법에 초점을 맞춘 심리치료를 받을 수 있다. 분열성 인격장애를 가진 사람들은 자신의 증상을 포착하지 못하는 경향이 있다. 스스로 사회적 경험을 제한하게 되면서 그들은 사회성을 감소시키고 대인관계에 대한 두려움을 키우게 된다. 분열성 인격장애로 인한 무기력은 인간관계를 효과적으로 추구하는 데 필요한 사회적 기술과 행동을 제한한다. 교육을 통해 긍정적인 사람과 부정적인 감정을 가진 사람들을 식별하는 훈련은 분열성 인격장애를 치료하는데 효과적인 방법이다. 이러한 자기인식은 그들 자신의 감정, 다른 사람들에게서 끌어내는 감정, 분열성 인격장애자와 연관된 다른 사람들과 공통된 감정들을 느끼게 하는 데 도움이 된다. 이를 통해 분열성 인격장애를 가진 사람이 외부 세계와의 공감대를 형성할 수 있게 한다.

## 역학
분열성 인격장애는 임상적으로 드문 질환으로, 남성에게서 비교적 많이 나타난다. 일반인 유병률은 전체 인구의 1% 미만으로 추정되어 다른 성격장애들에 비해 비교적 드물다. 유의미한 수준의 삶의 질 저하나 전반적인 기능성 손실 등과 연관되어 예후가 좋지 않으나 자살에 관한 행동과의 연관성은 확실하지 않다.

## 분류에 관한 논쟁
DSM-III부터 분열성 성격장애로부터 회피성 성격장애가 변별 진단으로 분류되었으며 DSM-5 섹션 III에서 범주적 접근과 함께 보다 유연한 해석을 위한 차원적 접근을 추가적으로 시도한 하이브리드 모델(hybrid model)이 언급되었다.

## 같이 보기
- 인격 장애
- 조현증
- 은둔형 외톨이
- 피해망상
- 과민반응
- 냉혹-무감정 특성
- 분열형 인격 장애
- 편집성 인격 장애
- 주의력결핍 과다행동장애